# Pierre Merlou
Pierre Merlou est un homme politique français né le 18 février 1849 à Denguin (Pyrénées-Atlantiques) et décédé le 23 novembre 1909 au Vésinet (Yvelines)

## Biographie

### Jeunesse et études
Après des études au collège Sainte-Barbe, Pierre Merlou étudie à la faculté de médecine de l'université de Paris. Il est titulaire d'un doctorat en médecine (1877).

### Parcours politique
- Maire de Saint-Sauveur-en-Puisaye (1885-1900).
- Conseiller général du canton de Saint-Sauveur-en-Puisaye (1880-1904).
- Député Parti républicain, radical et radical-socialiste de l'Yonne de 1889 à 1906.
- Sous-secrétaire d'État aux Finances et à la Présidence du Conseil du 25 janvier au 17 juin 1905 dans le gouvernement Maurice Rouvier (2),
- Ministre des Finances du 17 juin 1905 au 14 mars 1906 dans les gouvernements Maurice Rouvier (2) et Maurice Rouvier (3).

- Ambassadeur de France au Pérou (1906-1909).

## Polémiques
Dans le roman Claudine à l'école (1900) écrit par Colette, il est figuré sous les traits du docteur Dutertre, un aspirant député alcoolique, corrompu et libidineux.
En 1906, la comédienne Jeanne-Marie Dallemagne (dite d'Addey), maîtresse délaissée de Pierre Merlou, lui tire dessus. Elle récidive par la suite, tirant sur une autre comédienne, maîtresse de l'homme politique. Cette polémique, dite « affaire du Vésinet », révèle que Pierre Merlou avait ruiné Jeanne-Marie Dallemagne et l'avait par ailleurs laissée mourir, faute de soin, alors qu'elle l'entretenait, ce qui lui vaudra des quolibets.